# 琴林公園
琴林公園（きんりんこうえん）は、香川県さぬき市津田町津田に位置する面積約9.5haの香川県営の都市公園（風致公園）。樹齢600年に及ぶ松3,000本の松原は「津田の松原」の名で知られる。「琴林公園」の名前はこの松原を吹き抜ける風の琴を奏でるような音に由来するという。松原を抜けた先の浜辺は美しく、夏は海水浴客を多く集める。

## 歴史
- 室町時代 - 常楽寺の僧により、防風林としてマツが植樹される[2]。
- 1915年8月24日 - 県立公園に指定される[1]。
- 1939年 - 国指定第二類名勝に指定される。
- 1956年1月23日 - 国指定第二類名勝の廃止に伴い、名勝指定を解除される。
- 1956年5月1日 - 国立公園に指定される[1]。
- 1987年1月10日 - 日本の白砂青松100選に選定される[1]。
- 1994年3月31日 - 道の駅に登録される。
- 1996年7月10日 - 日本の渚百選に選定される。
- 2004年 - 香川のみどり百選に選定される。

## 津田の松原海水浴場
公園内にある津田の松原海水浴場は香川県で最多の遊泳客を集める大規模海水浴場であり、2009年の推定利用客数は9万3100人となっている。香川県内では他に西部の観音寺市にある有明浜海水浴場が県内第2位の4万人を集客しているが、津田の松原は地理的にも人口密集地の高松市に近いことなどからその2倍以上の集客がある。

### 概要
- 所在地：香川県さぬき市津田町津田
- 遊泳期間：7月上旬 - 8月下旬
- 幅：1000m
- 奥行：30m
- 駐車場：300台無料、一部有料（普通車500円）
- 海の家：9軒
- 禁止事項：バーベキュー、花火、マリンスポーツ

### 水質
- 2010年 - B[4]
- 2009年 - A[5]
- 2008年 - B
- 2006年 - B[6]
- 2005年 - B

### 交通アクセス
- JR高徳線讃岐津田駅より徒歩10分
- 高松自動車道津田寒川ICから香川県道37号三木津田線を経由し、国道11号を徳島方面へ車で4km

## ロケ地として
- 『娘巡礼流れの花』(1956年、日活)、浅丘ルリ子主演[7]
- 『新・狐と狸』 (1962年、宝塚映画)、伴淳三郎主演[7]
- 『鉄火場破り』(1964年、日活)、石原裕次郎主演[7]
- 『嵐の果し状』(1968年、日活)、小林旭主演[7]